# 840-ві
Раннє Середньовіччя •  Епоха вікінгів •  Золота доба ісламу •  Реконкіста

## Геополітична ситуація
У Східній Римській імперії правив Феофіл, а після нього Михаїл III при регентстві матері Феодори. Франкське королівство розпалося на Східне Франкське королівство, Серединне королівство та Західне Франкське королівство. Північна частина Апеннінського півострова належала Серединному королівству, Папа Римський управляв Римською областю, на південь від неї існувало кілька незалежних герцогств, Візантія зберігала за собою деякі території на півночі та півдні Італії. Більшу частину Піренейського півострова займав Кордовський емірат, на північному заході лежало християнське королівство Астурія, Іспанська марка була буферною зоною між Західним Франкським королівством та Аль-Андалусом. Вессекс підкорив собі більшу частину Англії. Існували слов'янські держави Перше Болгарське царство, Велика Моравія та Блатенське князівство.
В арабському халіфаті тривало правління Аббасидів, в Магрибі та Іспанії існували незалежні мусульманські держави. У Китаї тривало правління династії Тан. Значними державами на території Індії були Пала, Пратіхара, Чола. В Японії тривав період Хей'ан. У степах між Азовським морем та Аралом існував Хазарський каганат. Єнісейські киргизи утримували чільну роль серед кочових народів на кордонах Китаю.
На території лісостепової України в IX столітті літописці згадують слов'янські племена білих хорватів, бужан, волинян, деревлян, дулібів, полян, сіверян, тиверців, уличів. У Північному Причорномор'ї співіснують різні кочові племена, зокрема булгари, хозари, алани, авари, тюрки, угри, кримські готи. Херсонес Таврійський належить Візантії.

## Події

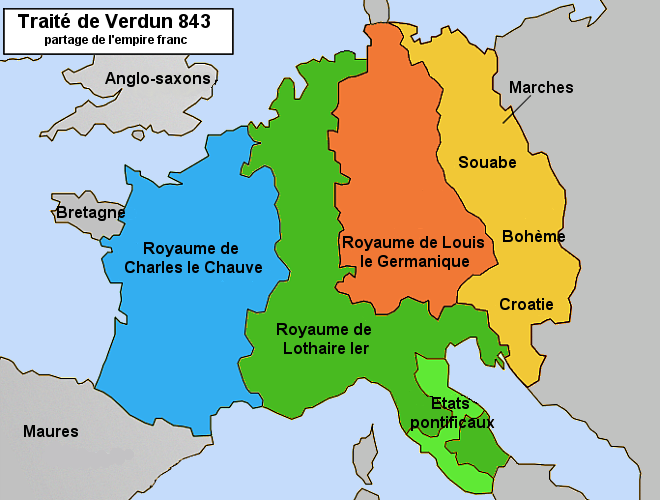
Розподіл земель за Верденським договором.

- У 840 році помер франкський імператор Людовик I Благочестивий. Через три роки по його смерті Франкська імперія розпалась — старший син Лотар успадкував імператорський титул і отримав Серединне королівство — Італію та землі вздовж Рейну і Рони, Людовик Німецький — Східне Франкське королівство, тобто землі на схід від Рейну, а Карл Лисий — Західне Франкське королівство, тобто землі на захід від Рейну, що дало початок формуванню трьох сучасних держав — Італії, Німеччини і Франції.
- Король Західного Франкського королівства Карл Лисий вів боротьбу за свої володіння з претендентом на трон Аквітанії Піпіном II, бретонським лідером Номіное, герцогами Септиманії.
- Італії та Франції загрожував морський розбій арабів з Північної Африки. 846 року вони розграбували Рим включно з Ватиканом. 849 року Ватикан об'єднав свої сили з незалежними і формально візантійськими герцогствами Південної Італії й завдав поразки сарацинам у битві при Остії.
- Вікінги й далі нападали на Ірландію, Британію, Францію та Аль-Андалус.
- У Візантії з встановленням влади Михаїла III при регентстві його матері Феодори припинилася політика іконоборства.
- Тибет розпався на дрібні володіння. Як наслідок відновився контроль Китаю над торговими шляхами в Азії.
- У Китаї почалася політика переслідування буддизму, маніхейства, несторіанства. Противагою цим релігіям були конфуціанство та даосизм.